# Samsung Galaxy S6 Active
O Samsung Galaxy S6 Active (estilizado como SΛMSUNG Galaxy S6 active) é uma variante do Galaxy S6; o S6 Active contém especificações semelhantes, mas também possui impermeabilização, proteção contra choque e poeira projetadas de acordo com as especificações IP68, junto com um design mais robusto e botões de navegação física em vez de sensores de toque; foi lançado em 12 de junho de 2015. Nos Estados Unidos estava disponível apenas na rede AT&T.
O S6 Active foi lançado pela primeira vez nos Estados Unidos pela AT&T em 12 de junho de 2015 nas cores cinza, azul camuflado e branco camuflado; seu número de modelo é SM – G890A.

## Especificações
O S6 Active herda a maioria dos componentes de hardware do Galaxy S6, incluindo um processador octa-core, 3 GB de RAM e uma tela de 5,1 polegadas. Ele usa a mesma tela do S6 e está equipado com uma câmera de 16 megapixels. O design do hardware é semelhante ao do S6, mas é um pouco mais grosso, possui rebites materiais e usa três teclas de navegação física em vez de uma tecla inicial física e uma tecla voltar/menu como o S6. O S6 Active inclui Android 5.0.2 com TouchWiz, software semelhante ao S6. A bateria de 3500 mAh tem capacidade maior que a do S6 e suporta carregamento sem fio. Comparado ao S6, possui um aplicativo adicional chamado Active Zone, permitindo acesso rápido à bússola, lanterna, cronômetro e previsão do tempo.

## Reação
A análise do S6 Active do The Verge lista seis razões pelas quais você deve adquirir este telefone em vez do S6 normal:
- À prova d'água, à prova de choque.
- A capacidade da bateria é 37% maior que a do S6.
- O Active possui um botão no canto superior esquerdo do controle de volume, para que você possa configurá-lo para executar o aplicativo desejado.
- Às vezes, o S6 esquenta e este telefone tende a ficar frio em comparação com ele.
- É apenas cerca de US$ 10 mais caro que a versão normal.
- Tem o mesmo desempenho e câmera do S6.

Também revelamos cinco razões pelas quais você deve usar o S6 em vez do S6 Active:
- O Active possui uma caixa de plástico, não de metal.
- Não há leitor de impressão digital no Active.
- Active é lançado em modelos de 32 GB e 64 GB.
- Ativo só pode ser adquirido através da AT&T.
- As atualizações de firmware e segurança do S6 Active são emitidas em uma taxa mais lenta do que o S6.